# Арта (город, Джибути)
Арта (араб. أرتا‎) — город в Джибути, расположен в центральной части страны, с 2002 года административный центр одноимённого региона Арта, образованного в 2002 году, путём выделения территории из ныне соседних с ним регионов: восточная часть из столичного региона Джибути, а западная часть из региона Дихил.

## Описание
Город Арта возник во время французской колонизации 1946 году. Из-за сухой и относительно прохладной погоды Арта была летней резиденцией французских военнослужащих.
Население города около 10 тыс. жителей. В 2000 году в Арте состоялись мирные переговоры между представителями различных сторон, участвовавших в Гражданской войне в Сомали.

## География
Город находится близ залива Таджура на высоте 743 метров над уровнем моря, в 42 км к западу от столицы страны — города Джибути. Он расположен на среднем высокогорье известном как горы Арта, в умеренной центральной части на скалистом плато.

## Климат
В Арте уникальный вид климата горный теплый, но не жаркий летом и прохладный зимой. Благодаря тому, что высота над уровнем моря 743 м, температура относительно мягкая для города, расположенного не очень далеко от пустыни. Город известен своим приятным климатом в течение летнего периода. Действительно в период с середины мая по начало сентября, многие семьи из столицы идут туда, чтобы провести лето.
| Показатель                    | Янв. | Фев. | Март | Апр. | Май | Июнь | Июль | Авг. | Сен. | Окт. | Нояб. | Дек. | Год  |
| ----------------------------- | ---- | ---- | ---- | ---- | --- | ---- | ---- | ---- | ---- | ---- | ----- | ---- | ---- |
| Абсолютный максимум, °C       | 15   | 16   | 17   | 18   | 19  | 20   | 21   | 22   | 21   | 19   | 18    | 16   | 18,5 |
| Абсолютный минимум, °C        | 9    | 10   | 11   | 12   | 13  | 14   | 15   | 16   | 14   | 11   | 10    | 9    | 12,0 |
| Норма осадков, мм             | 21   | 28   | 29   | 36   | 10  | 0    | 3    | 1    | 0    | 20   | 21    | 21   | 190  |
| Источник: The Weather Channel |      |      |      |      |     |      |      |      |      |      |       |      |      |